# Линденбаум, Карл Иванович
 Карл Иванович Линденбаум  (1778—1824) — русский военачальник, полковник, кавалер ордена Святого Георгия IV класса.

## Биография
Родился в 1778 году. Происходил из Прусских дворян.
11 ноября 1794 года Линденбаум вступил на службу в Гатчинский Жандармский полк в чине ефрейт-капрала, где в 1795 году произведен в корнеты, а 10 октября 1796 года в поручики.
При вступлении на престол Императора Павла поверстан 9 ноября чин в чин в Кавалергардские эскадроны и пожалован 100 душами крестьян в Владимирской губернии, Гороховского уезда, Красносельской волости. После расформирования этих эскадронов, переведен в лейб-гусарский полк, где в 1798 году произведен в штабс-ротмистры. В 1799 году произведен в ротмистры, а в 1800 году — в полковники.
В 1801 году переведен в Кирасирский военного ордена полк, а в 1809 году — в Малороссийский кирасирский полк. В 1805 году был в армии Беннигсена; в 1806 и 1807 годах при Голимине, Алленштейне, Вольфсдорфе, где 24 мая при деревне Петерсдорфе он был ранен пулей в правый бок навылет, 28 мая — под Гутштатом, 29 мая — под Гейльсбергом и Фридландом.
В походе 1809 года был в Галиции.
23 октября 1811 года по болезни уволен со службы. Скончался в 1824 году.